# Vòng loại Giải vô địch bóng đá thế giới 2018
Vòng loại Giải vô địch bóng đá thế giới 2018 là một loạt các giải đấu được 6 liên đoàn châu lục trực thuộc FIFA tổ chức để chọn ra 31 đội vào vòng chung kết cùng với đội chủ nhà Nga được vào thẳng. Cũng giống như 3 giải trước (2006, 2010 và 2014), đội đương kim vô địch Đức không còn được đặc cách vào thẳng vòng chung kết nữa mà vẫn phải tham dự vòng loại cùng với những đội bóng khác. 31 đội bóng còn lại được vào vòng chung kết sẽ được xác định từ 209 đội bóng đến từ 6 liên đoàn châu lục thành viên FIFA.
Lễ bốc thăm vòng loại diễn ra tại Strelna, Sankt-Peterburg vào ngày 25 tháng 7 năm 2015.

## Các đội giành quyền vào vòng chung kết

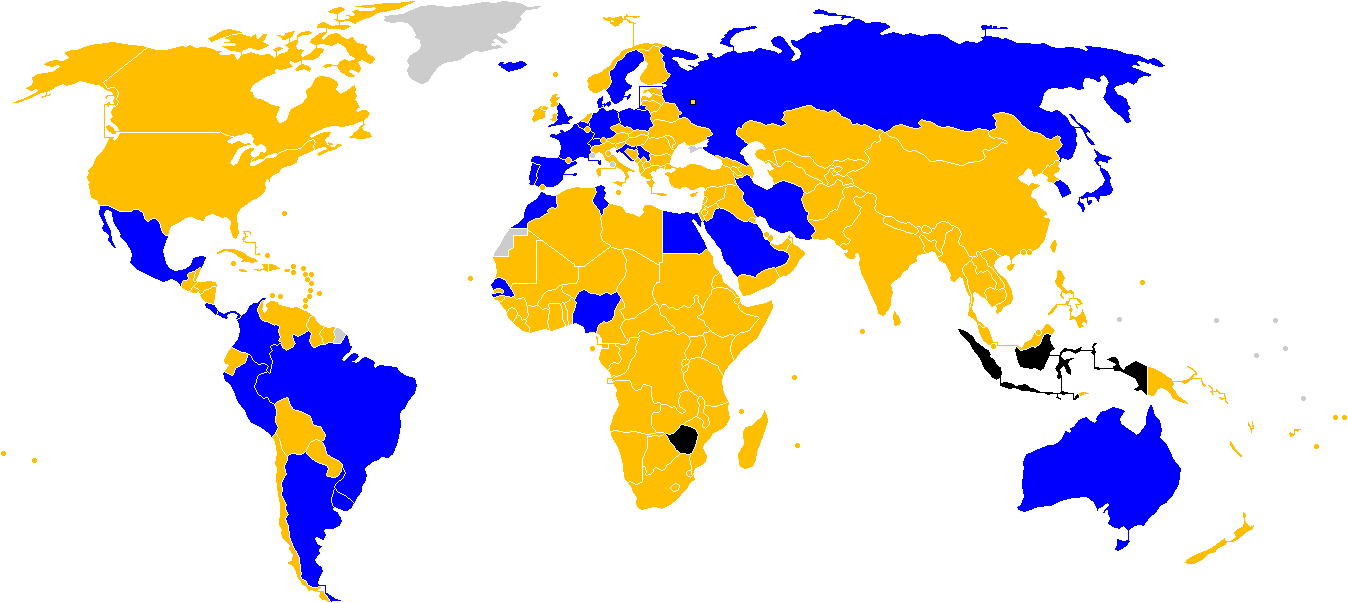
Đội giành quyền tham dự World Cup
Đội không vượt qua vòng loại World Cup
Đội không tham dự vòng loại World Cup (Cho đến 1 thành viên của AFF bị FIFA cấm thi đấu)
Đội không phải là thành viên của FIFA

| Đội tuyển   | Tư cách                               | Ngày vượt qua        | Số lần dự VCK | Lần gần nhất | Thành tích tốt nhất                    | Xếp hạng FIFA (cập nhật ngày 16/10/2017) |
| ----------- | ------------------------------------- | -------------------- | ------------- | ------------ | -------------------------------------- | ---------------------------------------- |
| Nga         | Chủ nhà                               | 2 tháng 12 năm 2010  | 11            | 2014         | Hạng tư (1966)                         | 65                                       |
| Brasil      | Top 4 khu vực Nam Mỹ                  | 28 tháng 3 năm 2017  | 21            | 2014         | Vô địch (1958, 1962, 1970, 1994, 2002) | 2                                        |
| Iran        | Nhất bảng A khu vực châu Á            | 12 tháng 6 năm 2017  | 5             | 2014         | Vòng bảng (1978, 1998, 2006, 2014)     | 34                                       |
| Nhật Bản    | Nhất bảng B khu vực châu Á            | 31 tháng 8 năm 2017  | 6             | 2014         | Vòng 16 đội (2002, 2010)               | 44                                       |
| México      | Top 3 khu vực Bắc, Trung Mỹ và Caribe | 1 tháng 9 năm 2017   | 16            | 2014         | Tứ kết (1970, 1986)                    | 16                                       |
| Bỉ          | Nhất bảng H khu vực châu Âu           | 3 tháng 9 năm 2017   | 13            | 2014         | Hạng tư (1986)                         | 5                                        |
| Hàn Quốc    | Nhì bảng A khu vực châu Á             | 5 tháng 9 năm 2017   | 10            | 2014         | Hạng tư (2002)                         | 62                                       |
| Ả Rập Xê Út | Nhì bảng B khu vực châu Á             | 5 tháng 9 năm 2017   | 5             | 2006         | Vòng 16 đội (1994)                     | 63                                       |
| Đức         | Nhất bảng C khu vực châu Âu           | 5 tháng 10 năm 2017  | 19            | 2014         | Vô địch (1954, 1974, 1990, 2014)       | 1                                        |
| Anh         | Nhất bảng F khu vực châu Âu           | 5 tháng 10 năm 2017  | 15            | 2014         | Vô địch (1966)                         | 12                                       |
| Tây Ban Nha | Nhất bảng G khu vực châu Âu           | 6 tháng 10 năm 2017  | 15            | 2014         | Vô địch (2010)                         | 8                                        |
| Nigeria     | Nhất bảng B khu vực châu Phi          | 7 tháng 10 năm 2017  | 6             | 2014         | Vòng 16 đội (1994, 1998, 2014)         | 41                                       |
| Costa Rica  | Top 3 khu vực Bắc, Trung Mỹ và Caribe | 7 tháng 10 năm 2017  | 5             | 2014         | Tứ kết (2014)                          | 22                                       |
| Ba Lan      | Nhất bảng E khu vực châu Âu           | 8 tháng 10 năm 2017  | 8             | 2006         | Hạng ba (1974, 1982)                   | 6                                        |
| Ai Cập      | Nhất bảng E khu vực châu Phi          | 8 tháng 10 năm 2017  | 3             | 1990         | Vòng bảng (1934, 1990)                 | 30                                       |
| Iceland     | Nhất bảng I khu vực châu Âu           | 9 tháng 10 năm 2017  | 1             | –            | –                                      | 21                                       |
| Serbia      | Nhất bảng D khu vực châu Âu           | 9 tháng 10 năm 2017  | 12            | 2010         | Hạng tư (1930, 1962)                   | 38                                       |
| Bồ Đào Nha  | Nhất bảng B khu vực châu Âu           | 10 tháng 10 năm 2017 | 7             | 2014         | Hạng ba (1966)                         | 3                                        |
| Pháp        | Nhất bảng A khu vực châu Âu           | 10 tháng 10 năm 2017 | 15            | 2014         | Vô địch (1998)                         | 7                                        |
| Uruguay     | Top 4 khu vực Nam Mỹ                  | 10 tháng 10 năm 2017 | 13            | 2014         | Vô địch (1930, 1950)                   | 17                                       |
| Argentina   | Top 4 khu vực Nam Mỹ                  | 10 tháng 10 năm 2017 | 17            | 2014         | Vô địch (1978, 1986)                   | 4                                        |
| Colombia    | Top 4 khu vực Nam Mỹ                  | 10 tháng 10 năm 2017 | 6             | 2014         | Tứ kết (2014)                          | 13                                       |
| Panama      | Top 3 khu vực Bắc, Trung Mỹ và Caribe | 10 tháng 10 năm 2017 | 1             | –            | –                                      | 49                                       |
| Sénégal     | Nhất bảng D khu vực châu Phi          | 10 tháng 11 năm 2017 | 2             | 2002         | Tứ kết (2002)                          | 32                                       |
| Maroc       | Nhất bảng C khu vực châu Phi          | 11 tháng 11 năm 2017 | 5             | 1998         | Vòng 16 đội (1986)                     | 48                                       |
| Tunisia     | Nhất bảng A khu vực châu Phi          | 11 tháng 11 năm 2017 | 5             | 2006         | Vòng bảng (1978, 1998, 2002, 2006)     | 28                                       |
| Thụy Sĩ     | Thắng vòng 2 khu vực châu Âu          | 12 tháng 11 năm 2017 | 11            | 2014         | Tứ kết (1934, 1938, 1954)              | 11                                       |
| Croatia     | Thắng vòng 2 khu vực châu Âu          | 12 tháng 11 năm 2017 | 5             | 2014         | Hạng ba (1998)                         | 18                                       |
| Thụy Điển   | Thắng vòng 2 khu vực châu Âu          | 13 tháng 11 năm 2017 | 12            | 2006         | Á quân (1958)                          | 25                                       |
| Đan Mạch    | Thắng vòng 2 khu vực châu Âu          | 14 tháng 11 năm 2017 | 5             | 2010         | Tứ kết (1998)                          | 19                                       |
| Úc          | Thắng vòng play-off CONCACAF v AFC    | 15 tháng 11 năm 2017 | 5             | 2014         | Vòng 16 đội (2006)                     | 43                                       |
| Perú        | Thắng vòng play-off OFC v CONMEBOL    | 15 tháng 11 năm 2017 | 5             | 1982         | Tứ kết (1970, 1978)                    | 10                                       |

## Phân bổ suất dự vòng chung kết
|           |                 |                      |                |               |                        |                         |  |  |  |
| Liên đoàn | Số đội tham gia | Số đội qua vòng loại | Số đội bị loại | Số đội dự VCK | Ngày bắt đầu vòng loại | Ngày kết thúc vòng loại |  |  |  |
| AFC       | 46              | 5                    | 41             | 5             | 12 tháng 3 năm 2015    | 15 tháng 11 năm 2017    |  |  |  |
| CAF       | 54              | 5                    | 49             | 5             | 7 tháng 10 năm 2015    | 14 tháng 11 năm 2017    |  |  |  |
| CONCACAF  | 35              | 3                    | 32             | 3             | 22 tháng 3 năm 2015    | 15 tháng 11 năm 2017    |  |  |  |
| CONMEBOL  | 10              | 5                    | 5              | 5             | 8 tháng 10 năm 2015    | 15 tháng 11 năm 2017    |  |  |  |
| OFC       | 11              | 0                    | 11             | 0             | 31 tháng 8 năm 2015    | 15 tháng 11 năm 2017    |  |  |  |
| UEFA      | 54+1            | 13+1                 | 41             | 13+1          | 4 tháng 9 năm 2016     | 14 tháng 11 năm 2017    |  |  |  |
| Tổng cộng | 210+1           | 31+1                 | 179            | 31+1          | 12 tháng 3 năm 2015    | 15 tháng 11 năm 2017    |  |  |  |

## Các khu vực

### Châu Á
Vào ngày 16 tháng 4 năm 2014, AFC chấp thuận đề nghị hợp nhất các vòng loại sơ bộ của World Cup và Cúp bóng đá châu Á, giải đấu sẽ được mở rộng đến 24 đội bắt đầu từ năm 2019. Trong vòng loại thứ 2, các đội sẽ được chia thành 8 bảng, các đội nhất bảng và 4 đội nhì có thành tích tốt nhất sẽ tiến tới vòng loại thứ ba của Giải bóng đá vô địch thế giới đồng thời lọt vào vòng chung kết Cúp bóng đá châu Á 2019. 12 đội vào vòng loại thứ 3 (tăng từ 10 đội vào năm 2014) được chia thành 2 bảng 6 đội, sẽ cạnh tranh cho các tấm vé dự World Cup cũng như các đội có thể lọt vào vòng play-off. Các đội bóng bị loại khỏi vòng loại thứ 2 World Cup sẽ tiếp tục thi đấu trong một vòng loại riêng biệt, nơi họ được chia thành sáu bảng 4 đội để chọn ra 12 đội còn lại dự vòng chung kết Cúp bóng đá châu Á 2019.

#### Giai đoạn hiện tại (Vòng 3)
12 đội bóng đã vượt qua vòng loại thứ 2 để góp mặt tại vòng 3, chia làm 2 bảng. Lễ bốc thăm vòng 3 diễn ra vào ngày 12 tháng 4 năm 2016 tại khách sạn Mandarin Oriental ở Kuala Lumpur, Malaysia.
Bảng A

| VT | Đội        | ST | T | H | B | BT | BB | HS | Đ  | Giành quyền tham dự                |     |     |     |     |     |     |     |
| -- | ---------- | -- | - | - | - | -- | -- | -- | -- | ---------------------------------- | --- | --- | --- | --- | --- | --- | --- |
| 1  | Iran       | 10 | 6 | 4 | 0 | 10 | 2  | +8 | 22 | Giải vô địch bóng đá thế giới 2018 |     |     | 1–0 | 2–2 | 2–0 | 1–0 | 2–0 |
| 2  | Hàn Quốc   | 10 | 4 | 3 | 3 | 11 | 10 | +1 | 15 | Giải vô địch bóng đá thế giới 2018 |     | 0–0 |     | 1–0 | 2–1 | 3–2 | 3–2 |
| 3  | Syria      | 10 | 3 | 4 | 3 | 9  | 8  | +1 | 13 | Vòng 4                             |     | 0–0 | 0–0 |     | 1–0 | 2–2 | 3–1 |
| 4  | Uzbekistan | 10 | 4 | 1 | 5 | 6  | 7  | −1 | 13 |                                    |     | 0–1 | 0–0 | 1–0 |     | 2–0 | 1–0 |
| 5  | Trung Quốc | 10 | 3 | 3 | 4 | 8  | 10 | −2 | 12 |                                    | 0–0 | 1–0 | 0–1 | 1–0 |     | 0–0 |     |
| 6  | Qatar      | 10 | 2 | 1 | 7 | 8  | 15 | −7 | 7  |                                    | 0–1 | 3–2 | 1–0 | 0–1 | 1–2 |     |     |

Bảng B

| VT | Đội         | ST | T | H | B | BT | BB | HS  | Đ  | Giành quyền tham dự                |     |     |     |     |     |     |     |
| -- | ----------- | -- | - | - | - | -- | -- | --- | -- | ---------------------------------- | --- | --- | --- | --- | --- | --- | --- |
| 1  | Nhật Bản    | 10 | 6 | 2 | 2 | 17 | 7  | +10 | 20 | Giải vô địch bóng đá thế giới 2018 |     |     | 2–1 | 2–0 | 1–2 | 2–1 | 4–0 |
| 2  | Ả Rập Xê Út | 10 | 6 | 1 | 3 | 17 | 10 | +7  | 19 | Giải vô địch bóng đá thế giới 2018 |     | 1–0 |     | 2–2 | 3–0 | 1–0 | 1–0 |
| 3  | Úc          | 10 | 5 | 4 | 1 | 16 | 11 | +5  | 19 | Vòng 4                             |     | 1–1 | 3–2 |     | 2–0 | 2–0 | 2–1 |
| 4  | UAE         | 10 | 4 | 1 | 5 | 10 | 13 | −3  | 13 |                                    |     | 0–2 | 2–1 | 0–1 |     | 2–0 | 3–1 |
| 5  | Iraq        | 10 | 3 | 2 | 5 | 11 | 12 | −1  | 11 |                                    | 1–1 | 1–2 | 1–1 | 1–0 |     | 4–0 |     |
| 6  | Thái Lan    | 10 | 0 | 2 | 8 | 6  | 24 | −18 | 2  |                                    | 0–2 | 0–3 | 2–2 | 1–1 | 1–2 |     |     |

#### Giai đoạn tiếp theo (Vòng 4)
Các đội xếp thứ ba từ mỗi bảng trong vòng 3 sẽ thi đấu với nhau trên hai lượt sân nhà và sân khách để xác định đội thắng sẽ giành quyền vào play-off liên lục địa.
| Đội 1 | TTS | Đội 2 | Lượt đi | Lượt về      |
| ----- | --- | ----- | ------- | ------------ |
| Syria | 2–3 | Úc    | 1–1     | 1–2 (s.h.p.) |

### Châu Phi
Vòng loại khu vực châu Phi được phân tính như sau:
- Vòng 1: 26 đội đứng thứ hạng 28–53 thi đấu 2 lượt theo thể thức sân nhà – sân khách để chọn ra 13 đội xuất sắc nhất giành quyền vào vòng 2.
- Vòng 2: 27 đội đứng thứ hạng 1–27 và 13 đội xuất sắc nhất ở vòng 1 thi đấu 2 lượt theo thể thức sân nhà – sân khách để chọn ra 20 đội xuất sắc nhất giành quyền vào vòng 3.
- Vòng 3: 20 đội xuất sắc nhất được chia làm năm bảng 4 đội, thi đấu vòng tròn tính điểm để chọn ra 5 đội xuất sắc nhất giành quyền tham dự Giải bóng đá vô địch thế giới 2018.

#### Giai đoạn hiện tại (Vòng 3)
Lễ bốc thăm vòng 3 diễn ra vào ngày 24 tháng 6 năm 2016 tại trụ sở CAF ở Cairo, Ai Cập.
Bảng A

| VT | Đội        | ST | T | H | B | BT | BB | HS | Đ  | Giành quyền tham dự                                    |     |     |     |     |     |
| -- | ---------- | -- | - | - | - | -- | -- | -- | -- | ------------------------------------------------------ | --- | --- | --- | --- | --- |
| 1  | Tunisia    | 6  | 4 | 2 | 0 | 11 | 4  | +7 | 14 | Giành quyền tham dự Giải vô địch bóng đá thế giới 2018 |     | —   | 2–1 | 0–0 | 2–0 |
| 2  | CHDC Congo | 6  | 4 | 1 | 1 | 14 | 7  | +7 | 13 |                                                        |     | 2–2 | —   | 4–0 | 3–1 |
| 3  | Libya      | 6  | 1 | 1 | 4 | 4  | 10 | −6 | 4  |                                                        | 0–1 | 1–2 | —   | 1–0 |     |
| 4  | Guinée     | 6  | 1 | 0 | 5 | 6  | 14 | −8 | 3  |                                                        | 1–4 | 1–2 | 3–2 | —   |     |

Bảng B

| VT | Đội      | ST | T | H | B | BT | BB | HS | Đ  | Giành quyền tham dự                                    |     |     |     |     |     |
| -- | -------- | -- | - | - | - | -- | -- | -- | -- | ------------------------------------------------------ | --- | --- | --- | --- | --- |
| 1  | Nigeria  | 6  | 4 | 2 | 0 | 12 | 4  | +8 | 14 | Giành quyền tham dự Giải vô địch bóng đá thế giới 2018 |     | —   | 1–0 | 4–0 | 3–1 |
| 2  | Zambia   | 6  | 2 | 2 | 2 | 8  | 7  | +1 | 8  |                                                        |     | 1–2 | —   | 2–2 | 3–1 |
| 3  | Cameroon | 6  | 1 | 4 | 1 | 7  | 9  | −2 | 7  |                                                        | 1–1 | 1–1 | —   | 2–0 |     |
| 4  | Algérie  | 6  | 0 | 2 | 4 | 4  | 11 | −7 | 2  |                                                        | 1–1 | 0–1 | 1–1 | —   |     |

Bảng C

| VT | Đội         | ST | T | H | B | BT | BB | HS  | Đ  | Giành quyền tham dự                                    |     |     |     |     |     |
| -- | ----------- | -- | - | - | - | -- | -- | --- | -- | ------------------------------------------------------ | --- | --- | --- | --- | --- |
| 1  | Maroc       | 6  | 3 | 3 | 0 | 11 | 0  | +11 | 12 | Giành quyền tham dự Giải vô địch bóng đá thế giới 2018 |     | —   | 0–0 | 3–0 | 6–0 |
| 2  | Bờ Biển Ngà | 6  | 2 | 2 | 2 | 7  | 5  | +2  | 8  |                                                        |     | 0–2 | —   | 1–2 | 3–1 |
| 3  | Gabon       | 6  | 1 | 3 | 2 | 2  | 7  | −5  | 6  |                                                        | 0–0 | 0–3 | —   | 0–0 |     |
| 4  | Mali        | 6  | 0 | 4 | 2 | 1  | 9  | −8  | 4  |                                                        | 0–0 | 0–0 | 0–0 | —   |     |

Bảng D

| VT | Đội          | ST | T | H | B | BT | BB | HS | Đ  | Giành quyền tham dự                                    |     |     |     |     |     |
| -- | ------------ | -- | - | - | - | -- | -- | -- | -- | ------------------------------------------------------ | --- | --- | --- | --- | --- |
| 1  | Sénégal      | 6  | 4 | 2 | 0 | 10 | 3  | +7 | 14 | Giành quyền tham dự Giải vô địch bóng đá thế giới 2018 |     | —   | 0–0 | 2–0 | 2–1 |
| 2  | Burkina Faso | 6  | 2 | 3 | 1 | 10 | 6  | +4 | 9  |                                                        |     | 2–2 | —   | 4–0 | 1–1 |
| 3  | Cabo Verde   | 6  | 2 | 0 | 4 | 4  | 12 | −8 | 6  |                                                        | 0–2 | 0–2 | —   | 2–1 |     |
| 4  | Nam Phi      | 6  | 1 | 1 | 4 | 7  | 10 | −3 | 4  |                                                        | 0–2 | 3–1 | 1–2 | —   |     |

1. ↑  FIFA đề nghị đá lại trận Nam Phi v Sénégal sau khi Tòa án Trọng tài Thể thao (CAS) cấm trọng tài Joseph Lamptey, người điều khiển trận đấu. Ban đầu Nam Phi thắng Sénégal 2–1.[9]

Bảng E

| VT | Đội            | ST | T | H | B | BT | BB | HS | Đ  | Giành quyền tham dự                                    |     |     |     |     |     |
| -- | -------------- | -- | - | - | - | -- | -- | -- | -- | ------------------------------------------------------ | --- | --- | --- | --- | --- |
| 1  | Ai Cập         | 6  | 4 | 1 | 1 | 8  | 4  | +4 | 13 | Giành quyền tham dự Giải vô địch bóng đá thế giới 2018 |     | —   | 1–0 | 2–0 | 2–1 |
| 2  | Uganda         | 6  | 2 | 3 | 1 | 3  | 2  | +1 | 9  |                                                        |     | 1–0 | —   | 0–0 | 1–0 |
| 3  | Ghana          | 6  | 1 | 4 | 1 | 7  | 5  | +2 | 7  |                                                        | 1–1 | 0–0 | —   | 1–1 |     |
| 4  | Cộng hòa Congo | 6  | 0 | 2 | 4 | 5  | 12 | −7 | 2  |                                                        | 1–2 | 1–1 | 1–5 | —   |     |

### Bắc, Trung Mỹ và Caribe
Vòng loại khu vực CONCACAF được phân tính như sau:
- Vòng 1: 14 đội xếp hạng 22–35 sẽ thi đấu 2 lượt đi và về theo thể thức sân nhà – sân khách để chọn ra 7 đội xuất sắc nhất giành quyền vào vòng 2.
- Vòng 2: 20 đội gồm 13 đội xếp hạng 9–21 và 7 đội thắng ở vòng 1 sẽ thi đấu 2 lượt đi và về theo thể thức sân nhà – sân khách để chọn ra 10 đội xuất sắc nhất giành quyền vào vòng 3.
- Vòng 3: 12 đội gồm 2 đội xếp hạng 7–8 và 10 đội thắng ở vòng 2 sẽ thi đấu 2 lượt đi và về theo thể thức sân nhà – sân khách để chọn ra 6 đội xuất sắc nhất giành quyền vào vòng 4.
- Vòng 4: 12 đội gồm 6 đội xếp hạng 1–6 và 6 đội thắng ở vòng 3 sẽ chia ba bảng thi đấu vòng tròn tính điểm, lấy hai đội dẫn đầu bảng giành quyền vào vòng 5.
- Vòng 5: 6 đội thắng ở vòng 4 sẽ thi đấu 2 lượt đi và về theo thể thức sân nhà – sân khách để chọn ra 3 đội dẫn đầu bảng xếp hạng giành quyền tham dự Giải bóng đá vô địch thế giới 2018, và đội xếp thứ tư giành quyền tham dự trận play-off.

Lễ bốc thăm vòng 1 và vòng 2 đồng tổ chức vào ngày 15 tháng 1 năm 2015, tại W Hotel ở bãi biển Miami, Florida, Hoa Kỳ.

#### Giai đoạn hiện tại (vòng 5)
| VT | Đội                | ST | T | H | B | BT | BB | HS  | Đ  | Giành quyền tham dự                |     |     |     |     |     |     |     |
| -- | ------------------ | -- | - | - | - | -- | -- | --- | -- | ---------------------------------- | --- | --- | --- | --- | --- | --- | --- |
| 1  | México             | 10 | 6 | 3 | 1 | 16 | 7  | +9  | 21 | Giành quyền tham dự World Cup 2018 |     |     | 2–0 | 1–0 | 3–0 | 1–1 | 3–1 |
| 2  | Costa Rica         | 10 | 4 | 4 | 2 | 14 | 8  | +6  | 16 | Giành quyền tham dự World Cup 2018 |     | 1–1 |     | 0–0 | 1–1 | 4–0 | 2–1 |
| 3  | Panama             | 10 | 3 | 4 | 3 | 9  | 10 | −1  | 13 | Giành quyền tham dự World Cup 2018 |     | 0–0 | 2–1 |     | 2–2 | 1–1 | 3–0 |
| 4  | Honduras           | 10 | 3 | 4 | 3 | 13 | 19 | −6  | 13 | Giành quyền tham dự trận play-off  |     | 3–2 | 1–1 | 0–1 |     | 1–1 | 3–1 |
| 5  | Hoa Kỳ             | 10 | 3 | 3 | 4 | 17 | 13 | +4  | 12 |                                    |     | 1–2 | 0–2 | 4–0 | 6–0 |     | 2–0 |
| 6  | Trinidad và Tobago | 10 | 2 | 0 | 8 | 7  | 19 | −12 | 6  |                                    | 0–1 | 0–2 | 1–0 | 1–2 | 2–1 |     |     |

### Nam Mỹ
10 đội bóng thành viên của Liên đoàn bóng đá Nam Mỹ (CONMEBOL) sẽ thi đấu vòng tròn 2 lượt cạnh tranh 4,5 suất tham dự vòng chung kết World Cup 2018. 4 đội dẫn đầu sẽ giành vé vào thẳng vòng chung kết và đội xếp thứ 5 sẽ giành quyền tham dự vòng play-off.
Lễ bốc thăm vòng loại diễn ra vào ngày 25 tháng 7 năm 2015 tại Cung điện Konstantinovsky ở Strelna, Sankt-Peterburg, Nga.

#### Giai đoạn hiện tại
| VT | Đội       | ST | T  | H | B  | BT | BB | HS  | Đ  | Giành quyền tham dự |     |     |     |     |     |     |     |     |     |     |     |
| -- | --------- | -- | -- | - | -- | -- | -- | --- | -- | ------------------- | --- | --- | --- | --- | --- | --- | --- | --- | --- | --- | --- |
| 1  | Brasil    | 18 | 12 | 5 | 1  | 41 | 11 | +30 | 41 | FIFA World Cup 2018 |     |     | 2–2 | 3–0 | 2–1 | 3–0 | 3–0 | 3–0 | 2–0 | 5–0 | 3–1 |
| 2  | Uruguay   | 18 | 9  | 4 | 5  | 32 | 20 | +12 | 31 | FIFA World Cup 2018 |     | 1–4 |     | 0–0 | 3–0 | 1–0 | 3–0 | 4–0 | 2–1 | 4–2 | 3–0 |
| 3  | Argentina | 18 | 7  | 7 | 4  | 19 | 16 | +3  | 28 | FIFA World Cup 2018 |     | 1–1 | 1–0 |     | 3–0 | 0–0 | 1–0 | 0–1 | 0–2 | 2–0 | 1–1 |
| 4  | Colombia  | 18 | 7  | 6 | 5  | 21 | 19 | +2  | 27 | FIFA World Cup 2018 |     | 1–1 | 2–2 | 0–1 |     | 2–0 | 0–0 | 1–2 | 3–1 | 1–0 | 2–0 |
| 5  | Perú      | 18 | 7  | 5 | 6  | 27 | 26 | +1  | 26 | Trận play-off       |     | 0–2 | 2–1 | 2–2 | 1–1 |     | 3–4 | 1–0 | 2–1 | 2–1 | 2–2 |
| 6  | Chile     | 18 | 8  | 2 | 8  | 26 | 27 | −1  | 26 |                     |     | 2–0 | 3–1 | 1–2 | 1–1 | 2–1 |     | 0–3 | 2–1 | 3–0 | 3–1 |
| 7  | Paraguay  | 18 | 7  | 3 | 8  | 19 | 25 | −6  | 24 |                     | 2–2 | 1–2 | 0–0 | 0–1 | 1–4 | 2–1 |     | 2–1 | 2–1 | 0–1 |     |
| 8  | Ecuador   | 18 | 6  | 2 | 10 | 26 | 29 | −3  | 20 |                     | 0–3 | 2–1 | 1–3 | 0–2 | 1–2 | 3–0 | 2–2 |     | 2–0 | 3–0 |     |
| 9  | Bolivia   | 18 | 4  | 2 | 12 | 16 | 38 | −22 | 14 |                     | 0–0 | 0–2 | 2–0 | 2–3 | 3–0 | 1–0 | 1–0 | 2–2 |     | 4–2 |     |
| 10 | Venezuela | 18 | 2  | 6 | 10 | 19 | 35 | −16 | 12 |                     | 0–2 | 0–0 | 2–2 | 0–0 | 2–2 | 1–4 | 0–1 | 1–3 | 5–0 |     |     |

1. ↑  FIFA xử Chile thắng 3–0 sau khi ban tổ chức phát hiện cầu thủ Nelson Cabrera của đội tuyển Bolivia không đủ điều kiện thi đấu, sau khi trận đấu kết thúc với tỉ số hòa 0–0.[14]
2. ↑  FIFA xử Peru thắng 3–0 sau khi ban tổ chức phát hiện cầu thủ Nelson Cabrera của Bolivia không đủ điều kiện thi đấu, sau khi Bolivia dẫn trước Peru với tỉ số 2–0.[14]

### Châu Đại Dương
Giải đấu vòng loại Giải vô địch bóng đá thế giới cũng đóng vai trò là Cúp bóng đá châu Đại Dương 2016, và được tổ chức như sau:
Đối với vòng 1, Samoa thuộc Mỹ, Quần đảo Cook, Samoa, Tonga và sẽ chơi một giải đấu vòng tròn một lượt tại một địa điểm duy nhất từ ngày 8 đến ngày 16 tháng 6 năm 2015. Đội thắng trong vòng đấu này tiến đến vòng 2.
Đối với vòng 2, đội thắng vòng 1 sẽ cùng 7 đội còn lại chia ra thành hai bảng 4 đội. Mỗi bảng thi đấ vòng tròn tại một địa điểm cố định. Ba đội đầu bảng sẽ tiến tới giai đoạn cuối cùng.
Đối với vòng 3, Sáu đội đi tiếp sẽ được chia làm hai bảng ba đội thi đấu theo thể thức sân nhà sân khách. Hai đội đầu bảng gặp nhau trong trận chung kết hai lượt trong đó đội thắng sẽ tiến vào vòng play-off liên lục địa, với đội hạng năm của Nam Mỹ.
OFC cũng đã xem xét hai đề nghị. Một đề nghị trước đó được OFC tiếp nhận vào tháng 10 năm 2014 trong đó tám đội tại vòng hai được chia làm hai bảng bốn đội thi đấu vòng ròn hai lượt, sau đó hai đội đứng đầu mỗi bảng bước vào vòng ba thi đấu vòng tròn hai lượt để chọn đội vô địch Cúp bóng đá châu Đại Dương 2016, cũng là đội dự Cúp Liên đoàn các châu lục 2017 và thi đấu loạt play-off liên lục địa. Tuy nhiên, vào tháng 4 năm 2015 OFC đã thay đổi hoàn toàn quyết định. Cúp bóng đá châu Đại Dương 2016 sẽ chỉ thi đấu vòng tròn một lượt như Cúp bóng đá châu Đại Dương 2012.

#### Giai đoạn hiện tại (Vòng 3)
Lễ bốc thăm vòng 3 diễn ra vào ngày 8 tháng 7 năm 2016 tại trụ sở OFC ở Auckland, New Zealand.
Bảng A

| VT | Đội                | ST | T | H | B | BT | BB | HS | Đ  | Giành quyền tham dự                    |     |     |     |     |
| -- | ------------------ | -- | - | - | - | -- | -- | -- | -- | -------------------------------------- | --- | --- | --- | --- |
| 1  | New Zealand        | 4  | 3 | 1 | 0 | 6  | 0  | +6 | 10 | Giành quyền vào trận đấu chung kết OFC |     | —   | 2–0 | 2–0 |
| 2  | Nouvelle-Calédonie | 4  | 1 | 2 | 1 | 4  | 5  | −1 | 5  |                                        |     | 0–0 | —   | 2–1 |
| 3  | Fiji               | 4  | 0 | 1 | 3 | 3  | 8  | −5 | 1  |                                        | 0–2 | 2–2 | —   |     |

Bảng B

| VT | Đội              | ST | T | H | B | BT | BB | HS | Đ | Giành quyền tham dự                    |     |     |     |     |
| -- | ---------------- | -- | - | - | - | -- | -- | -- | - | -------------------------------------- | --- | --- | --- | --- |
| 1  | Quần đảo Solomon | 4  | 3 | 0 | 1 | 6  | 6  | 0  | 9 | Giành quyền vào trận đấu chung kết OFC |     | —   | 1–0 | 3–2 |
| 2  | Tahiti           | 4  | 2 | 0 | 2 | 7  | 4  | +3 | 6 |                                        |     | 3–0 | —   | 1–2 |
| 3  | Papua New Guinea | 4  | 1 | 0 | 3 | 6  | 9  | −3 | 3 |                                        | 1–2 | 1–3 | —   |     |

1. ↑  FIFA xử Tahiti thắng 3–0 sau khi ban tổ chức phát hiện cầu thủ Henry Fa'arodo của Quần đảo Solomon không đủ điều kiện thi đấu, khi đó Tahiti dẫn trước Quần đảo Solomon với tỉ số 1–0.[20]

Chung kết

Lễ bốc thăm cho trận chung kết (quyết định thứ tự của lượt trận) được tổ chức vào ngày 15 tháng 6 năm 2017 tại trụ sở của OFC ở Auckland, New Zealand. Đội thắng trận chung kết sẽ giành quyền vào play-off liên lục địa.
| Đội 1       | TTS | Đội 2            | Lượt đi | Lượt về |
| ----------- | --- | ---------------- | ------- | ------- |
| New Zealand | 8–3 | Quần đảo Solomon | 6–1     | 2–2     |

### Châu Âu
Đội tuyển Nga miễn thi đấu vòng loại do là nước chủ nhà. Vòng loại ở châu Âu bắt đầu từ tháng 9 năm 2016, sau khi Euro 2016 kết thúc. Vòng loại khu vực châu Âu được phân tính như sau:
- Vòng 1 (vòng bảng): 52 đội tham dự chia làm chín bảng (7 bảng đầu có 6 đội và hai bảng cuối có 5 đội) thi đấu vòng tròn tính điểm, lấy đội dẫn đầu mỗi bảng giành quyền tham dự World Cup 2018, và 8 đội nhì bảng tiến vào vòng 2 (play-offs).
- Vòng 2 (play-offs): 8 đội nhì bảng được chia làm 4 cặp đấu lượt đi - lượt về thi đấu theo thể thức sân nhà - sân khách để chọn ra 4 suất còn lại tham dự World Cup 2018.

#### Giai đoạn hiện tại (Vòng 1)
Lễ bốc thăm vòng 1 diễn ra vào ngày 25 tháng 7 năm 2015 tại Cung điện Konstantinovsky ở Strelna, Sankt-Peterburg, Nga.
|  | Giành quyền tham dự Giải bóng đá vô địch thế giới 2018 |

|  | Giành quyền tham dự vòng 2 (play-off). 8 đội nhì bảng xuất sắc nhất giành quyền vào vòng 2 (play-off). |

| VT | Đội        | ST | Đ  |
| -- | ---------- | -- | -- |
| 1  | Pháp       | 10 | 23 |
| 2  | Thụy Điển  | 10 | 19 |
| 3  | Hà Lan     | 10 | 19 |
| 4  | Bulgaria   | 10 | 13 |
| 5  | Luxembourg | 10 | 6  |
| 6  | Belarus    | 10 | 5  |

| VT | Đội            | ST | Đ  |
| -- | -------------- | -- | -- |
| 1  | Bồ Đào Nha     | 10 | 27 |
| 2  | Thụy Sĩ        | 10 | 27 |
| 3  | Hungary        | 10 | 13 |
| 4  | Quần đảo Faroe | 10 | 9  |
| 5  | Latvia         | 10 | 7  |
| 6  | Andorra        | 10 | 4  |

| VT | Đội          | ST | Đ  |
| -- | ------------ | -- | -- |
| 1  | Đức          | 10 | 30 |
| 2  | Bắc Ireland  | 10 | 19 |
| 3  | Cộng hòa Séc | 10 | 15 |
| 4  | Na Uy        | 10 | 13 |
| 5  | Azerbaijan   | 10 | 10 |
| 6  | San Marino   | 10 | 0  |

| VT | Đội              | ST | Đ  |
| -- | ---------------- | -- | -- |
| 1  | Serbia           | 10 | 21 |
| 2  | Cộng hòa Ireland | 10 | 19 |
| 3  | Wales            | 10 | 17 |
| 4  | Áo               | 10 | 15 |
| 5  | Gruzia           | 10 | 5  |
| 6  | Moldova          | 10 | 2  |

| VT | Đội        | ST | Đ  |
| -- | ---------- | -- | -- |
| 1  | Ba Lan     | 10 | 25 |
| 2  | Đan Mạch   | 10 | 20 |
| 3  | Montenegro | 10 | 16 |
| 4  | România    | 10 | 13 |
| 5  | Armenia    | 10 | 7  |
| 6  | Kazakhstan | 10 | 3  |

| VT | Đội      | ST | Đ  |
| -- | -------- | -- | -- |
| 1  | Anh      | 10 | 26 |
| 2  | Slovakia | 10 | 18 |
| 3  | Scotland | 10 | 18 |
| 4  | Slovenia | 10 | 15 |
| 5  | Litva    | 10 | 6  |
| 6  | Malta    | 10 | 1  |

| VT | Đội           | ST | Đ  |
| -- | ------------- | -- | -- |
| 1  | Tây Ban Nha   | 10 | 28 |
| 2  | Ý             | 10 | 23 |
| 3  | Albania       | 10 | 13 |
| 4  | Israel        | 10 | 12 |
| 5  | Bắc Macedonia | 10 | 11 |
| 6  | Liechtenstein | 10 | 0  |

| VT | Đội                  | ST | Đ  |
| -- | -------------------- | -- | -- |
| 1  | Bỉ                   | 10 | 28 |
| 2  | Hy Lạp               | 10 | 19 |
| 3  | Bosna và Hercegovina | 10 | 17 |
| 4  | Estonia              | 10 | 11 |
| 5  | Síp                  | 10 | 10 |
| 6  | Gibraltar            | 10 | 0  |

| VT | Đội        | ST | Đ  |
| -- | ---------- | -- | -- |
| 1  | Iceland    | 10 | 22 |
| 2  | Croatia    | 10 | 20 |
| 3  | Ukraina    | 10 | 17 |
| 4  | Thổ Nhĩ Kỳ | 10 | 15 |
| 5  | Phần Lan   | 10 | 9  |
| 6  | Kosovo     | 10 | 1  |

Thứ tự các đội nhì bảng
| VT | Bg | Đội              | ST | T | H | B | BT | BB | HS  | Đ  | Giành quyền tham dự                    |
| -- | -- | ---------------- | -- | - | - | - | -- | -- | --- | -- | -------------------------------------- |
| 1  | B  | Thụy Sĩ          | 8  | 7 | 0 | 1 | 18 | 6  | +12 | 21 | Giành quyền vào vòng 2 (vòng play-off) |
| 2  | G  | Ý                | 8  | 5 | 2 | 1 | 12 | 8  | +4  | 17 | Giành quyền vào vòng 2 (vòng play-off) |
| 3  | E  | Đan Mạch         | 8  | 4 | 2 | 2 | 13 | 6  | +7  | 14 | Giành quyền vào vòng 2 (vòng play-off) |
| 4  | I  | Croatia          | 8  | 4 | 2 | 2 | 8  | 4  | +4  | 14 | Giành quyền vào vòng 2 (vòng play-off) |
| 5  | A  | Thụy Điển        | 8  | 4 | 1 | 3 | 18 | 9  | +9  | 13 | Giành quyền vào vòng 2 (vòng play-off) |
| 6  | C  | Bắc Ireland      | 8  | 4 | 1 | 3 | 10 | 6  | +4  | 13 | Giành quyền vào vòng 2 (vòng play-off) |
| 7  | H  | Hy Lạp           | 8  | 3 | 4 | 1 | 9  | 5  | +4  | 13 | Giành quyền vào vòng 2 (vòng play-off) |
| 8  | D  | Cộng hòa Ireland | 8  | 3 | 4 | 1 | 7  | 5  | +2  | 13 | Giành quyền vào vòng 2 (vòng play-off) |
| 9  | F  | Slovakia         | 8  | 4 | 0 | 4 | 11 | 6  | +5  | 12 |                                        |

#### Giai đoạn tiếp theo (Vòng 2)
Lễ bốc thăm vòng 2 (vòng play-off) được tổ chức vào ngày 17 tháng 10 năm 2017 tại trụ sở FIFA ở Zürich, Thụy Sĩ. Đội thắng của mỗi trận sẽ vượt qua vòng loại cho Giải vô địch bóng đá thế giới.
| Đội 1       | TTS | Đội 2            | Lượt đi | Lượt về |
| ----------- | --- | ---------------- | ------- | ------- |
| Bắc Ireland | 0–1 | Thụy Sĩ          | 0–1     | 0–0     |
| Croatia     | 4–1 | Hy Lạp           | 4–1     | 0–0     |
| Đan Mạch    | 5–1 | Cộng hòa Ireland | 0–0     | 5–1     |
| Thụy Điển   | 1–0 | Ý                | 1–0     | 0–0     |

## Play-off liên lục địa
Có 2 trận thi đấu vòng play-off liên lục địa để xác định hai đội giành quyền vào vòng chung kết. Trận lượt đi sẽ thi đấu diễn ra vào ngày 10 và 11 tháng 11 năm 2017, và trận lượt về sẽ thi đấu diễn ra vào ngày 15 tháng 11 năm 2017.
Các trận đấu đã được quyết định tại lễ bốc thăm vòng sơ bộ đã diễn ra vào ngày 25 tháng 7 năm 2015, tại Cung điện Konstantinovsky ở Strelna, Sankt-Peterburg, Nga.

### CONCACAF v AFC
| Đội 1    | TTS | Đội 2 | Lượt đi | Lượt về |
| -------- | --- | ----- | ------- | ------- |
| Honduras | 1–3 | Úc    | 0–0     | 1–3     |

### OFC v CONMEBOL
| Đội 1       | TTS | Đội 2 | Lượt đi | Lượt về |
| ----------- | --- | ----- | ------- | ------- |
| New Zealand | 0–2 | Perú  | 0–0     | 0–2     |

## Cầu thủ ghi bàn hàng đầu
16 bàn
- Robert Lewandowski
- Mohammad Al-Sahlawi
- Ahmed Khalil

15 bàn
- Cristiano Ronaldo

11 bàn
- Tim Cahill
- Romelu Lukaku
- Christian Eriksen
- Sardar Azmoun

10 bàn
- Mile Jedinak
- Omar Kharbin
- Edinson Cavani

9 bàn
- Carlos Ruiz
- André Silva
- Hassan Al-Haydos
- Ali Mabkhout

8 bàn
- Dương Húc
- Mehdi Taremi
- Chris Wood
- Marcus Berg
- Jozy Altidore